# Estigmene obliquifascia
Estigmene obliquifascia là một loài bướm đêm thuộc phân họ Arctiinae, họ Erebidae.